# یوتسی کوملوش
یوتسی کوملوش (مجاری: Juci Komlós؛ ۱۰ فوریه ۱۹۱۹ – ۵ آوریل ۲۰۱۱) بازیگر اهل مجارستان بود.
بیشتر شهرت او به‌واسطهٔ ایفای نقش «لنکه تاکاش» در مجموعهٔ تلویزیونی همسایه‌ها است.